# Hochmoor-Mosaikjungfer

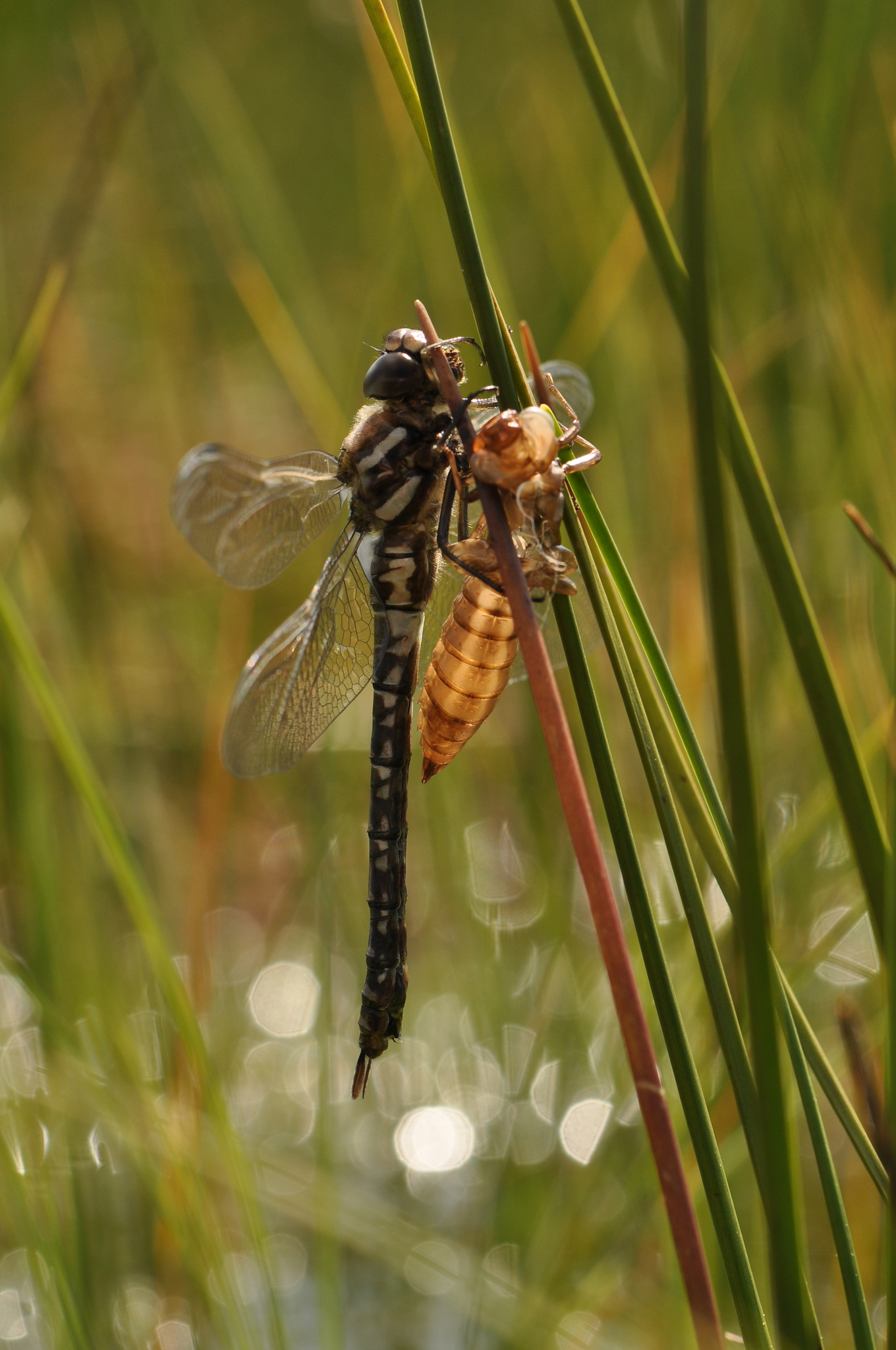
Hochmoor-Mosaikjungfer (Aeshna subarctica), kurz nach dem Schlüpfen

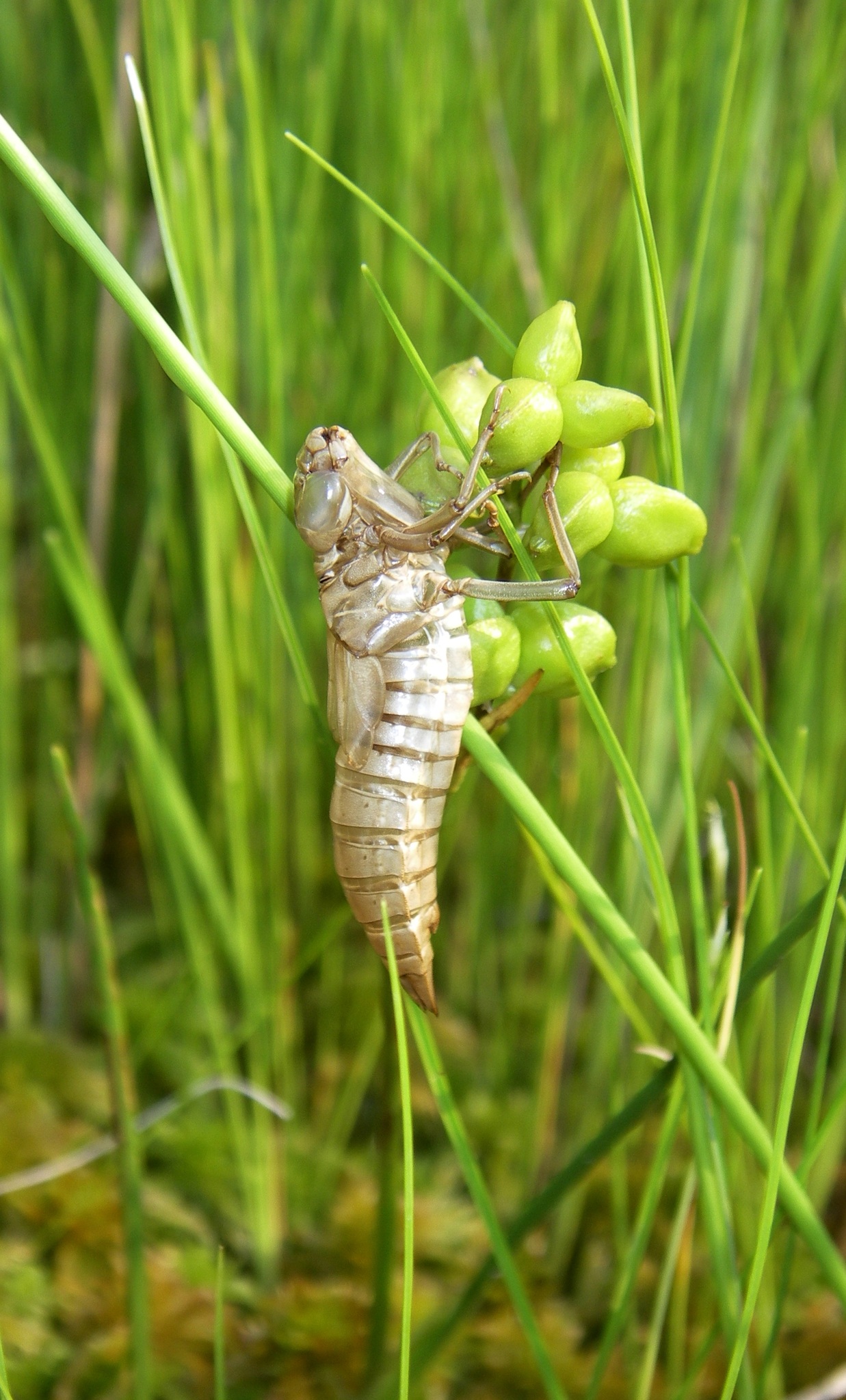
Hochmoor-Mosaikjungfer (Aeshna subarctica), Exuvie

Die Hochmoor-Mosaikjungfer (Aeshna subarctica) ist eine Libellenart aus der Familie der Edellibellen (Aeshnidae), welche der Unterordnung der Großlibellen (Anisoptera) angehören. Es handelt sich bei der Hochmoor-Mosaikjungfer um eine große Libelle mit einer Flügelspannweite von maximal 10,5 Zentimetern. Die europäische Unterart Aeshna subarctica elisabethae ist erst seit 1927 bekannt, davor wurden diese Tiere als Farbvarianten der Torf-Mosaikjungfer (Aeshna juncea) angesehen. Bis zu diesem Zeitpunkt war nur die amerikanische Aeshna subarctica subarctica bekannt.

## Merkmale
Die Hochmoor-Mosaikjungfer erreicht Flügelspannweiten von 9 bis 10,5 Zentimetern und gehört damit zu den größten Libellen Mitteleuropas und Nordamerikas. Der Brustabschnitt (Thorax) der Tiere ist graubraun gefärbt und besitzt bläuliche Seiten- und Dorsalstreifen. Verwechslungsgefahr besteht vor allem mit der Torf-Mosaikjungfer (Aeshna juncea) sowie mit jungen und noch nicht ausgefärbten Exemplaren der Blaugrünen Mosaikjungfer (Aeshna cyanea). Der Hinterleib (Abdomen) der Männchen ist schwarz mit einer deutlichen meist gelblichen Zeichnung auf der Oberseite.

## Lebensweise
Die Hochmoor-Mosaikjungfer ist in den Monaten Juli bis September aktiv und ausschließlich an Hochmoorgewässern mit Torfmoos-Schwingrasen zu finden. Besonders am Vormittag sonniger Tage findet man die sonnenden Männchen auf Baumstämmen sowie an senkrechten Torfflächen.
Die Männchen fliegen auf der Suche nach Weibchen über die Torfmoosflächen. Die Paarung beginnt über den Rasen und endet meistens in der Vegetation. Häufig kommt es zu Paarungsversuchen mit der Torf-Mosaikjungfer, die Bildung von Paarungsrädern dieser Arten wurde jedoch noch nicht beobachtet. Das Weibchen sticht die Eier in die Torfmoose ein.

## Larvenentwicklung
Über die Entwicklung der Larven ist nur sehr wenig bekannt. Sie leben zwischen den Torfpflanzen und ihre Entwicklungsdauer beträgt wahrscheinlich drei bis vier Jahre.

## Gefährdung
Vor allem durch die zunehmende Zerstörung der Moorgewässer, insbesondere die Trockenlegung derselben, verliert diese Libelle wie viele andere Moorarten ihren Lebensraum. Ihre sehr enge Bindung zu den Torfmoos-Schwingrasen verhindert die Nutzung von anderen Moorhabitaten. Sie wird aus diesem Grund etwa in Deutschlands Roter Liste in die höchste Gefährdungskategorie „vom Aussterben bedroht“ eingeordnet.